# 柳树街街道
柳树街街道，是中华人民共和国新疆维吾尔自治区克拉玛依市乌尔禾区下辖的一个乡镇级行政单位。

## 行政区划
柳树街街道下辖以下地区：
百口泉社区和柳园社区。